# Bullion
Bullion és un municipi francès, situat al departament d'Yvelines i a la regió de Illa de França. L'any 2007 tenia 1.951 habitants.
Forma part del cantó de Rambouillet, del districte de Rambouillet i de la Comunitat d'aglomeració Rambouillet Territoires.

## Demografia

### Població
El 2007 la població de fet de Bullion era de 1.951 persones. Hi havia 644 famílies, de les quals 112 eren unipersonals (32 homes vivint sols i 80 dones vivint soles), 208 parelles sense fills, 300 parelles amb fills i 24 famílies monoparentals amb fills.
La població ha evolucionat segons el següent gràfic:
Habitants censats

### Habitatges
El 2007 hi havia 731 habitatges, 659 eren l'habitatge principal de la família, 50 eren segones residències i 22 estaven desocupats. 676 eren cases i 54 eren apartaments. Dels 659 habitatges principals, 569 estaven ocupats pels seus propietaris, 76 estaven llogats i ocupats pels llogaters i 14 estaven cedits a títol gratuït; 6 tenien una cambra, 41 en tenien dues, 62 en tenien tres, 105 en tenien quatre i 445 en tenien cinc o més. 547 habitatges disposaven pel capbaix d'una plaça de pàrquing. A 192 habitatges hi havia un automòbil i a 443 n'hi havia dos o més.

### Piràmide de població
La piràmide de població per edats i sexe el 2009 era:
| Homes | Edats   | Dones |
| ----- | ------- | ----- |
| 0     | 95 o +  | 0     |
| 0     | 90 a 94 | 0     |
| 8     | 85 a 89 | 12    |
| 8     | 80 a 84 | 8     |
| 8     | 75 a 79 | 12    |
| 8     | 70 a 74 | 12    |
| 28    | 65 a 69 | 40    |
| 60    | 60 a 64 | 24    |
| 56    | 55 a 59 | 44    |
| 80    | 50 a 54 | 84    |
| 80    | 45 a 49 | 88    |
| 80    | 40 a 44 | 72    |
| 60    | 35 a 39 | 84    |
| 40    | 30 a 34 | 64    |
| 40    | 25 a 29 | 40    |
| 32    | 20 a 24 | 36    |
| 68    | 15 a 19 | 88    |
| 80    | 10 a 14 | 80    |
| 88    | 5 a 9   | 96    |
| 48    | 0 a 4   | 72    |

## Economia
El 2007 la població en edat de treballar era de 1.282 persones, 916 eren actives i 366 eren inactives. De les 916 persones actives 868 estaven ocupades (446 homes i 422 dones) i 48 estaven aturades (27 homes i 21 dones). De les 366 persones inactives 124 estaven jubilades, 142 estaven estudiant i 100 estaven classificades com a «altres inactius».

### Ingressos
El 2009 a Bullion hi havia 652 unitats fiscals que integraven 1.848 persones, la mediana anual d'ingressos fiscals per persona era de 28.759 €.

### Activitats econòmiques
Dels 70 establiments que hi havia el 2007, 1 era d'una empresa alimentària, 3 d'empreses de fabricació d'altres productes industrials, 7 d'empreses de construcció, 11 d'empreses de comerç i reparació d'automòbils, 6 d'empreses de transport, 3 d'empreses d'hostatgeria i restauració, 4 d'empreses d'informació i comunicació, 1 d'una empresa financera, 5 d'empreses immobiliàries, 20 d'empreses de serveis, 6 d'entitats de l'administració pública i 3 d'empreses classificades com a «altres activitats de serveis».
Dels 11 establiments de servei als particulars que hi havia el 2009, 2 eren fusteries, 2 lampisteries, 1 electricista, 1 empresa de construcció, 2 perruqueries, 1 restaurant i 2 agències immobiliàries.
Dels 3 establiments comercials que hi havia el 2009, 1 era una botiga de més de 120 m², 1 una botiga de menys de 120 m² i 1 una botiga d'electrodomèstics.
L'any 2000 a Bullion hi havia 4 explotacions agrícoles.

## Equipaments sanitaris i escolars
L'únic equipament sanitari que hi havia el 2009 era un hospital de tractaments de mitja durada (seguiment i rehabilitació).
El 2009 hi havia 1 escola maternal i 1 escola elemental.
Bullion disposava d'un centre de formació no universitària superior de formació sanitària.

## Poblacions més properes
El següent diagrama mostra les poblacions més properes.